# Ízig-vérig modern Millie
Az Ízig-vérig modern Millie (Thoroughly Modern Millie) 1967-ben bemutatott amerikai musical George Roy Hill rendezésében, melynek főszereplője Julie Andrews. Richard Morris írta a  forgatókönyvet. Ez volt 1967 tizedik legtöbb bevételt hozó filmje. 2000-ben ugyanezen a néven sikeres színházi musicalként dolgozták fel. DVD-n 2003-ban jelent meg.

## Cselekmény
New York városában, 1922-ben a flapper (a szabályokra fittyet hányó, divatos lány) Millie Dillmount (Julie Andrews) eltökélt, hogy egy jómódú üzletember gépírónőjeként fog állást találni és egyben férjet is – egy ízig-vérig modern cél. Millie összebarátkozik a kedves ám naiv Miss Dorothy Brownnal (Mary Tyler Moore) amint az éppen becsekkol a Priscilla Szállóba. Mikor a házgondnoknő Mrs. Meers (Beatrice Lillie) megtudja, hogy Miss Dorothy árva, megjegyzi: „Szomorú dolog egyes-egyedül lenni a világban.” Ekkor Millie még nem tudja, hogy a nő rabszolga-kereskedelemmel foglalkozik, és a család vagy közeli barátok nélküli albérlői az első számú célpontjai.
A szállodában tartott közösségi bálon Millie megismerkedik egy lezser gemkapocsárussal, Jimmy Smith-szel (James Fox), akit azonnal megkedvel. Ez azonban nem téríti el a tervétől, hogy egy gazdag férfinál dolgozzon majd hozzámenjen feleségül. Így amikor a Sincere Trust cégnél állást talál, ki is szemeli magának a jóképű de önmagával elfoglalt Trevor Graydont (John Gavin). Jimmy később elviszi Millie-t és Miss Dorothyt egy Long Islandi kiruccanásra, ahol találkoznak a különc özvegy Muzzy van Hossmere-rel (Carol Channing). Jimmy azt mondja a lányoknak, hogy az apja, míg élt, Muzzy kertésze volt. Millie kezd beleszeretni Jimmybe, de meglátja ahogy az a szobájából egy késő esti találkozóra hívja Miss Dorothyt és azonnal a legrosszabbat feltételezi.
Millie kitart a terve mellett, hogy hozzámegy Trevorhoz. Egy reggel flappernek öltözve megy dolgozni és megpróbálja elcsábítani a férfit, de nem jár sikerrel. Végül Trevor találkozik Miss Dorothyval és Millie elkeseredésére beleszeretnek egymásba.
Mindeközben Jimmy kitartó kísérleteit arra, hogy beszélni tudjon Millie-vel, újra és újra meghiúsítja Miss Flannary (Cavada Humohrey), a tréfát nem tűrő főgépírónő. Végül arra kényszerül, hogy a felhőkarcoló külsején másszon fel Millie emeletére. Mikor végre találkoznak, Millie elmondja neki, hogy mivel Mr. Graydon másba szerelmes, új munkahelyet fog keresni.
Mrs. Meers és kínai csatlósai Bun Foo (Pat Morita) és Ching Ho (Jack Solo) többször is megkísérli elrabolni az árva Miss Dorothyt, de Millie mindig megzavarja a próbálkozásait. Végül Mrs. Meers mégis sikerrel jár. Millie találkozik Trevorral amint az Miss Dorothy eltűnésén kesereg. Trevor azt mondja Miss Dorothy elhagyta őt és otthagyta a Priscilla szállót is. Jimmy ezt nem hiszi el és bemászik Miss Dorothy szobájába. Kinyitja Millie-nek az ajtót, majd észreveszik, hogy Miss Dorothy minden holmija még ott van a szobában. Millie megjegyzi, hogy Miss Dorothy nem az első lány aki minden szó nélkül tűnt el a Priscilla szállóból, és akinek a távozásáról csak Mrs. Meers tudott. Trevor Graydonnal együtt megpróbálják megoldani a rejtélyt. Mikor Jimmy megkérdezi, hogy mi lehet az eltűnt lányokban a közös, Millie megjegyzi, hogy mind árvák voltak.
Jimmy nőnek álcázza magát, Mary James álnéven szobát bérel a Priscilla szállóban és elejti Mrs. Meers előtt, hogy ő is árva. Mrs. Meers eközben észreveszi a szálló előtt parkoló Trevort, gyanút fog, és altató lövedéket fúj a nyakába. Ezután Bun Foo-val együtt elrabolja Mary James-t de Millie Trevor kocsijával követni tudja őket a város kínai negyedébe, ahol az eszméletlen Jimmyt és tűzijáték gyárban rejtik el az emberrablók. Millie nem akar kitűnni a tömegből, és a gyár falának dőlve rágyújt egy cigarettára. Mikor rosszul lesz tőle, bedobja a csikket egy ablakon, ahol lángra kapnak tőle a tűzijátékok. Ahogy egyre jobban terjed el a tűz Millie beszalad a gyárba ahol számos megkötözött, szállításra váró fiatal nőt talál. Eloldozza egyiküket, aki segíthet a többieken, majd sikeresen megtalálja Miss Dorothyt is. Együtt kimentik a még mindig eszméletlen Jimmyt az épületből, és Muzzyhoz menekülnek Long Islandre.
Mrs. Meers, Bun Foo és Ching Ho követik Milliéket, de ők Muzzy vezetésével képesek legyőzni a veszedelmes hármast. A film végén Miss Dorothy és Jimmy feltárják, hogy milliomosok és testvérek, Muzzy pedig a mostohaanyjuk. Muzzy ötlete volt, hogy álruhában éljenek a világban, hogy olyan párt találjanak maguknak aki önmagukért szereti őket és nem a pénzükért. Millie hozzámegy Jimmyhez, Miss Dorothy pedig Trevorhoz.

## Szereplők
- Julie Andrews mint Millie Dillmount
- James Fox mint Jimmy Smith
- Mary Tyler Moore mint Miss Dorothy Brown
- John Gavin mint Trevor Graydon
- Carol Channing mint Muzzy
- Beatrice Lillie mint Mrs. Meers
- Jack Soo mint Ching Ho (a stáblistán mint kínai no. 1 szerepel)
- Pat Morita mint Bun foo (a stáblistán mint kínai no. 2 szerepel)
- Philip Ahn mint Tea, Muzzy komornyikja
- Buddy Schwab mint Dorothy táncpartnere

## Gyártási jegyzetek

### Szereplőgárda
Bár Patt Morita és Jack Soo is kínai csatlósokat játszanak, mindkettőjüknek japán felmenői vannak. Morita Californiában, Soo pedig a Csendes-óceánon, egy az Egyesült Államok felé tartó hajó fedélzetén született.

### Zene
A film eredeti zenéjét Elmer Bernstern szerezte, amiért élete egyetlen Oscar-díját is megkapta. A számokat vezényelte és rendezte André Previn.
A film zenéjét a Decca Records adta ki. A darabok közé tartozik a főcímdal „The Tapioca” Jimmy van Heusentől és Sammy Cahntól (1967), „Jimmy” Jay Thompsontól (1967), „Jazz Baby” M.K. Jerome-tól és Blache Merilltől (1919), „Jewish Wedding Song (Trinkt le Chaim)” Sylvia Neufeltől, „Poor Butterfly” John Raymond Hubbeltől és John Goldentől (1916), „Rose of Washington Square” Ballard McDonaldtól és James F Hanleytől (1920), „Baby Face” Harry Aksttól és Benny Davis-től (1926) és a „Do it Again” George Gershwintől és Buddy G. DeSylvától (1922). A filmben háttérzeneként hallani lehet még Zez Confreytől a „Stumbling”-ot (1922), Tommie Malie-től és Jimmy Steigertől a „Looking at the World Thru Rose Colored Glasses”-t, Jimmy McHughtól és Clarence Gaskilltől az „I Can't Believe That You're in Love With Me”-t (1926), a Naughty Marietta című operettből Victor Herbert és Rida Johnson Young „Ah! Sweet Mystery of Life”-ját (1910) és a Messiás „Halleluja Kórus”-át Georg Friedrich Händeltől (1741).

## Fogadtatás
A film csak 1967-ben a kölcsönzésekből Észak-Amerikában 8,5 millió dollárt termelt ki. Ebben az időben Julie Andrews volt a kasszák első számú filmcsillaga. Az Ízig-vérig modern Millie lett a hatvanas években Andrews utolsó nyereséges filmje, az ezeket követő Sztár (1968) és Lili drágám (1970) mindkettő pénzügyi bukás volt. Andrews 1978-ig nem szerepel sikerfilmben, amikor Dudley Moore mellett szerepelt Blake Edwards 10 című komédiájában.

## Kritikai visszhang
A film jó kritikákkal és jó bevétellel nyitott egy olyan időszakban amikor a színes musicaleket a filmvásznakon már elkezdték felváltani a komolyabb problémákat és üzeneteket feldolgozó filmek. A New York Times Bosley Crowthere „Ízig-vérig bűbájos filmnek”, „énekes, táncolós, bohóckodó szatírának”, „vidáman ugrató bolondozásnak” és „még a kliséket is csillogó gyémántokká varázsoló romantikus-melodramatikus mesének” nevezte. Hozzátette, hogy „Miss Andrews teljesen imádnivaló – bájos szellemmel és humorral... és mivel a The Boy Friend című brit musicalben való szerepe által már van tapasztalata az ilyen dzsessz-korszakbéli nagyzolásban... tudja hogyan kell szűzlányos meghökkenést és rosszallást alakítani, helyesen dobbantani a fürge táncok folyamában és a helyes hangot megütni a negédes dallamok áradatában.” Így összegezte: „Hogy vannak-e hibái? Igen. A zsidó esküvő jelenete hamis és indokolatlan. A drámai összevisszaság a film végén, miközben Mr. Fox nőnek öltözik és kislányosan viselkedik ízléstelen és száraz. És az egész túl hosszú. Ha csak ezeket a szükségtelen részeket kihagyták volna, minden hibát helyre hoznak és az egész film zavartalan szórakozást jelentene.
A Variety megfigyelte, hogy „Az Ízig-vérig modern Millie első része igencsak sikeresen teremti és tartja meg a nevetgélős hangulatot. Számos felismerhető és kedves emlékeztetőt ad a flapper korszakra, és sok humoros rész is van benne. Az első rész a realitás és a kor ellen szóló részeit mind feledtetik a szellemes szövegek és karakterek. De a hirtelen felhőkarcoló-mászó, zászlórúdról-lógó jelenetben, a la Harold Lloyd, kisebb része van Lloydnak mint a mítosznak. Ez a jelenet teljes egészében erőltetett”.
A TV Guide négyből három csillagot ítélt meg a filmnek, és ezt fűzte hozzá: „Bár a végére kifullad, ez a bájos, húszas éveket idéző szösszenet még mindig a hatvanas évek egyik legjobb musicale... Andrews komikus gyönyörűség, Moore elbűvölő és Channing kellemes kinézetével jelenetet lop jelenet után”. Ez a film az egyik George Roy Hill négy nosztalgiára épülő filmjei közül. Ezután a film után rendezte a Butch Cassidy és a Sundance kölyök, A nagy Wado Pepper, és az Oscar-díjas A nagy balhé című filmjeit.

## Fontosabb díjak és jelölések
Oscar-díj (1968)
- díj: legjobb eredeti filmzene (Elmer Bernstein)
- jelölés: legjobb női mellékszereplő (Carol Channing)
- jelölés: legjobb eredeti dal (,,Thoroughly Modern Millie" Jimmy Van Heusentől and Sammy Cahntól)
- jelölés: legjobb látványtervezés és díszlet (Alexander Golitzen, George C. Webb, és Howard Bristol)
- jelölés: legjobb jelmeztervezés (Jean Louis)
- jelölés: legjobb filmzene (André Previn és Joseph Gershenson)
- jelölés: legjobb hangeffekt (Ronald Pierce, William Russell és Waldon O. Watson)

Golden Globe-díj (1968)
- díj: legjobb női mellékszereplő (Carol Channing)
- jelölés: legjobb komédia vagy musical
- jelölés: legjobb színésznő (komédia vagy musical) (Julie Andrews)
- jelölés: legjobb eredeti filmzene (Elmer Bernstein)
- jelölés: legjobb eredeti film betétdal ("Thoroughly Modern Millie" by Jimmy Van Heusentől és Sammy Cahntól)

Amerikai Forgatókönyvírók Céhe (1968)
- díj: legjobb amerikai musical (Richard Morris)

## Az 1920-as évek társadalmi változásai
- A feminista mozgalom első hullámának eredményeként az amerikai nők 1920. augusztus 18-án szavazati jogot kaptak. Ez a kézenfekvő politikai felszabadulás mellett jelentős gazdasági önállósodással is járt. A nők szerepe fejlődésen ment keresztül az oktatásban és a foglalkoztatásban. Annak ellenére, hogy a nők elleni diszkrimináció, és legfőképpen a házas nők elleni diszkrimináció erősen jelen volt a munkaerőpiacon, fiatal nők ezrei lázadtak fel a szigorú szülői ház ellen, a családi élet és hagyományok ellen, hogy új, önálló életet kezdjenek, legtöbbször valamelyik nagyvárosban, mint például New Yorkban. Ezt a húszas évekre annyira jellegzetes élményt jeleníti meg George Roy Hill az Ízig-vérig modern Millie c. musicalében. A film elején pontosan láthatjuk, hogy a vidéki Millie-ből hogyan lesz húszas évekbeli modern nő. A főszereplő rövid bubifrizurát vágat, nejlonharisnyát és rövid flapper ruhát visel, fűző helyett a kornak megfelelő lazább alsóruházatot vesz és dohányzik. Bár a film ezt nem mutatja, a kor nagy újítása volt még a kozmetikumok nagykereskedelmi elterjedése is. Ezek a változások a divatban az amerikai női ideál megváltozására utalnak.

Lásd még: A Thoroughly Modern Wardrobe
Mint ahogy George Britt és Ben Lindsey is megjegyezték, a politikai és gazdasági változások számos viselkedésbeli változást, egyfajta erkölcsi forradalmat idéztek elő. Ebben az erkölcsi forradalomban a flapper korai szexuális életet élt, valamilyen fogamzásgátló szert használt, ivott, dohányzott, és mindenekfelett megvetette a korábbi korok erkölcsi rendjét. Mindezek ellenére, mint ahogy azt a film cselekménye fantasztikusan tükrözi, erős ellentét állta fenn a flapper színpompás szabadsága és a bűntudat között amit még mindig kiváltott. Az élettel teli flapper a saját jövőjét legtöbbször mint boldog, hűséges feleség képzelte el, otthon, számos gyerekkel.